# Pobles de la Cordillera
Els pobles de la Cordillera són els indígenes de les Filipines que viuen a les muntanyes del nord-centre de l'illa de Luzon. Aquestos pobles són els bontoc, ibaloi, ifugao, isneg, kalinga i tinggians, que foren coneguts col·lectivament com a igorrots (en tagal, igorots, en castellà igorrotes) i als darrers anys com pobles de la Cordillera.

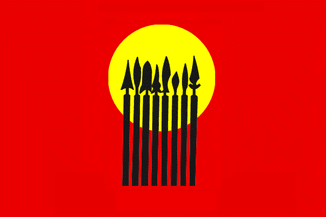
bandera del CPDF

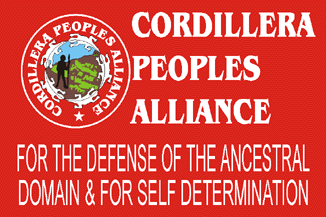
bandera de la CPA

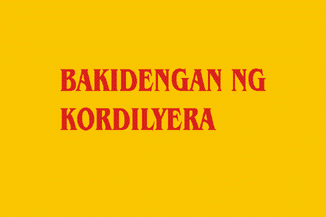
possible bandera de la CPLA

Des de la construcció de centrals hidroelèctriques a la zona, amb pèrdues dels seus territoris tradicionals, aquestos pobles es van enfrontar al govern i van ser atrets per la New People's Army (NPA), l'exèrcit comunista. Les campanyes militars de 1976 i 1984 van contribuir a augmentar l'oposició d'aquestos pobles al govern central; molts van entrar a la NPA on a finals dels anys setanta van formar el Cordillera Peopl'es Democratic Front, i d'altres es van organitzar dins la Cordillera People's Alliance for the Defense of the Ancestral Domain.
El primer grup, dirigit per Conrad Balweg, va trencar amb el NPA el 1986 i va formar el Cordillera People's Liberation Army (CPLA) que va signar un acord amb Cori o Corazón Aquino el 15 de desembre de 1986, pel qual es retornaven als indígenes les terres expropiades i obtenien autonomia regional (concretada a sis províncies (Apayao, Kalinga, Abra, Mountain, Ifugao, i Benguet, i la ciutat amb estatus especial de Baguio. En contrapartida, sota control del NPA, va restar el Cordillera People's Democratic Front (CPDF), oposat al govern. El CPLA es va separar en dos faccions el 1994 (Balweg i Molina). Balweg fou executat el 31 de desembre del 1999 pels comunistes. El 24 d'abril del 2008 les dues faccions es van reunificar amb Mailed Molina, com a líder i Miguel Sugguiyao, Jr. (successor de Balweg) com a vicepresident. Els seus homes han d'entrar a l'exèrcit filipí.
El CPA fou fundat el juny de 1984 a Bontoc, a la província de Mountain, per 150 delegats de 27 organitzacions socials que van participar en el Congrés dels pobles de la Cordillera; els fundador foren activistes i líders indígenes forjats en l'oposició als projectes de rescloses del Banc Mundial i a la Cellophil Resources Corporation. El 6 i 7 de desembre del 2006 sota el patrocini de la CPA es va celebrar un congrés d'ancians de la Cordillera a Baguio que va formar el Cordillera Elders Alliance (CEA), i que inclou caps tribals i persones grans influents, la Binodngan Pongors Organization (BPO) a les províncies de Kalinga i Bontoc provinces, el Movement for the Advancement of Inter-Tribal Unity and Development (MAITUD) a Mountain Province, el Abra Binodngan Elders Assembly (ABEA) a la província d'Abra, la Metro-Baguio Tribal Elders and Leaders Assembly (MBTELA) a la ciutat de Baguio City, i l'Am-a ya In-a ay Mannakem id AMPIS (AM-IN) de les províncies d'Abra, Mountain Province i Ilocos Sur.
El territori autònom fou creat el 1989, amb un executiu dirigit per un governador regional amb facultat d'establir impostos i una assemblea regional per les lleis de la seva competència; quan la formació de l'autonomia fou sotmesa a referèndum, els partidaris del "no" que eren la majoria dels indígenes, ja que no es garantia la protecció de les terres ancestrals, van obtenir dos terços dels vots. La regió fou reactivada el gener de 1998 però altre cop el referèndum la va rebutjar, però una autonomia limitada anomenada Cordillera Administrative Region (CAR) es va posar en marxa amb el suport dels polítics locals.

## Banderes
El Cordillera People's Democratic Front va adoptar la bandera vers 1980 una bandera vermella amb un sol groc i vuit llances negres: cadascuna representa a un dels set pobles de la Cordillera i la vuitena als tagàlog.
La Cordillera People's Alliance també va adoptar (entre 1984 i 1986) una bandera vermell amb el segell al cantó. En aquest segell es representa un nadiu al costat de les famoses terrasses de cultiu de les muntanyes filipines; rodejant la figura una sèrie d'animals o ídols; a la part exterior el nom i un estel de cinc puntes blanc; el segell està tancat per un anell blanc. La bandera inclou també el nom del grup en lletres blanques a la part superior del vol, i a la part inferior de tota la bandera una inscripció reivindicativa de caràcter polític.
La bandera atribuïda al Cordillera People's Liberation Army (CPLA) és groga amb una inscripció. El text de primera línia de la inscripció, obtingut de foto, podria no ser exacte en totes les lletres. Aquesta bandera s'hauria adoptat el 1984.